# Fenologie
Fenologie je nauka o časovém průběhu základních životních projevů zdravých živých organismů, takzvaných fenologických fází, v závislosti na změnách počasí, klimatu a dalších vnějších vlivů prostředí. Fenologická pozorování se provádějí na rostlinách (fytofenologie) nebo na živočiších (zoofenologie). Název nauky vychází z řeckého slova phaínō (φαίνω), což znamená vyjevuji, a logos (věda o tom, „co se jeví“).

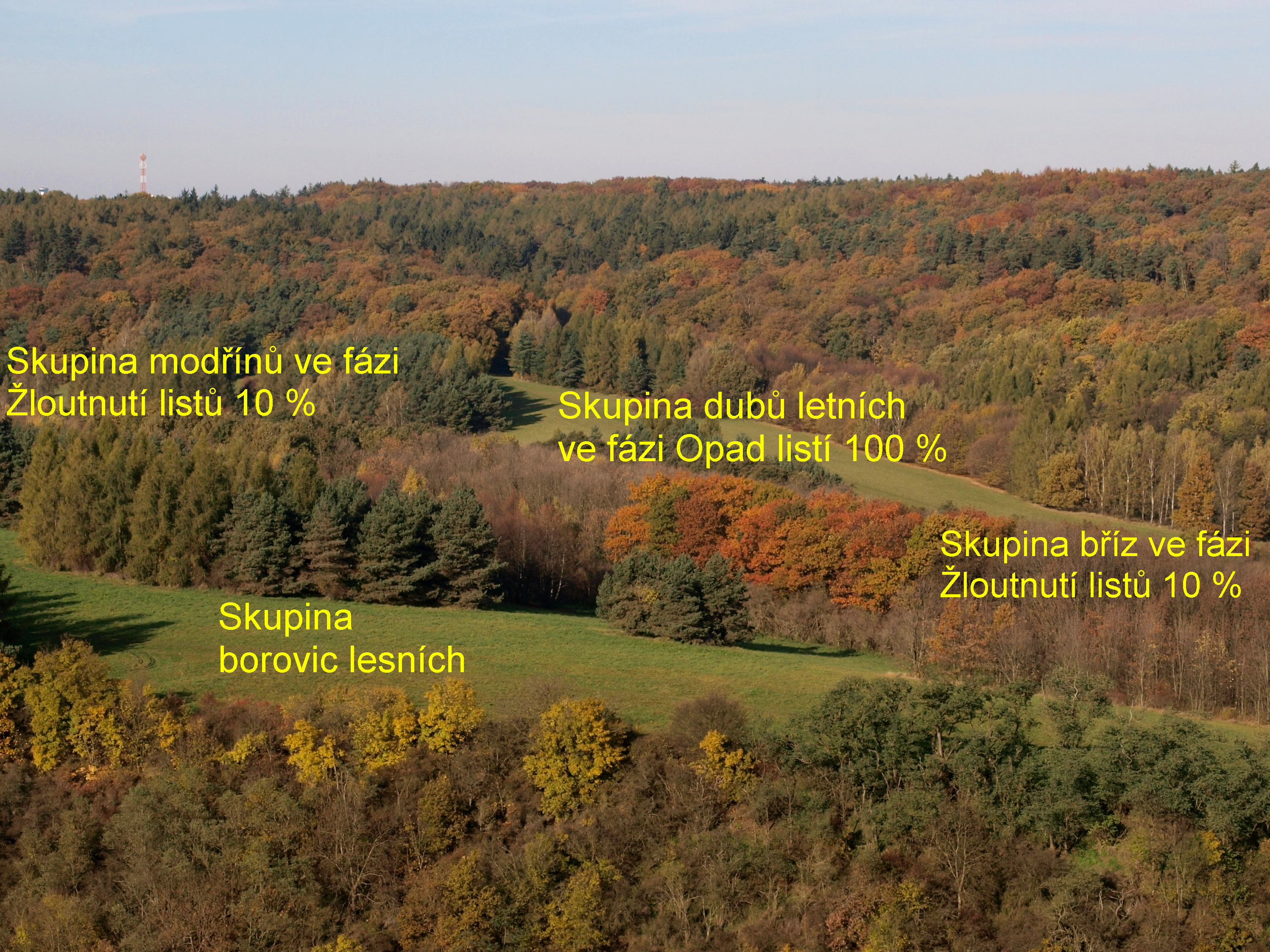
Ukázka reálné podoby fenologické stanice

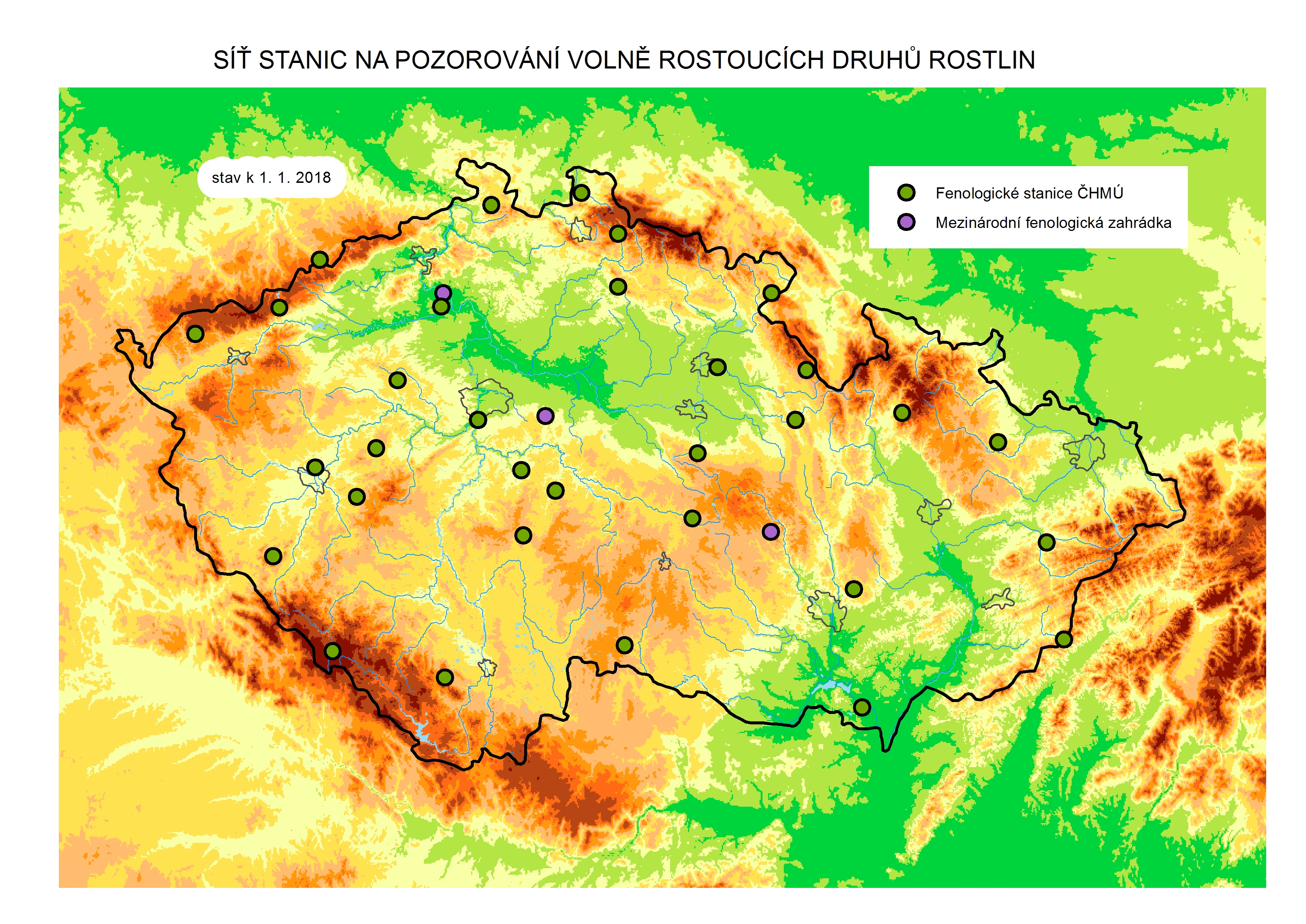
Síť fenologických stanic v Česku

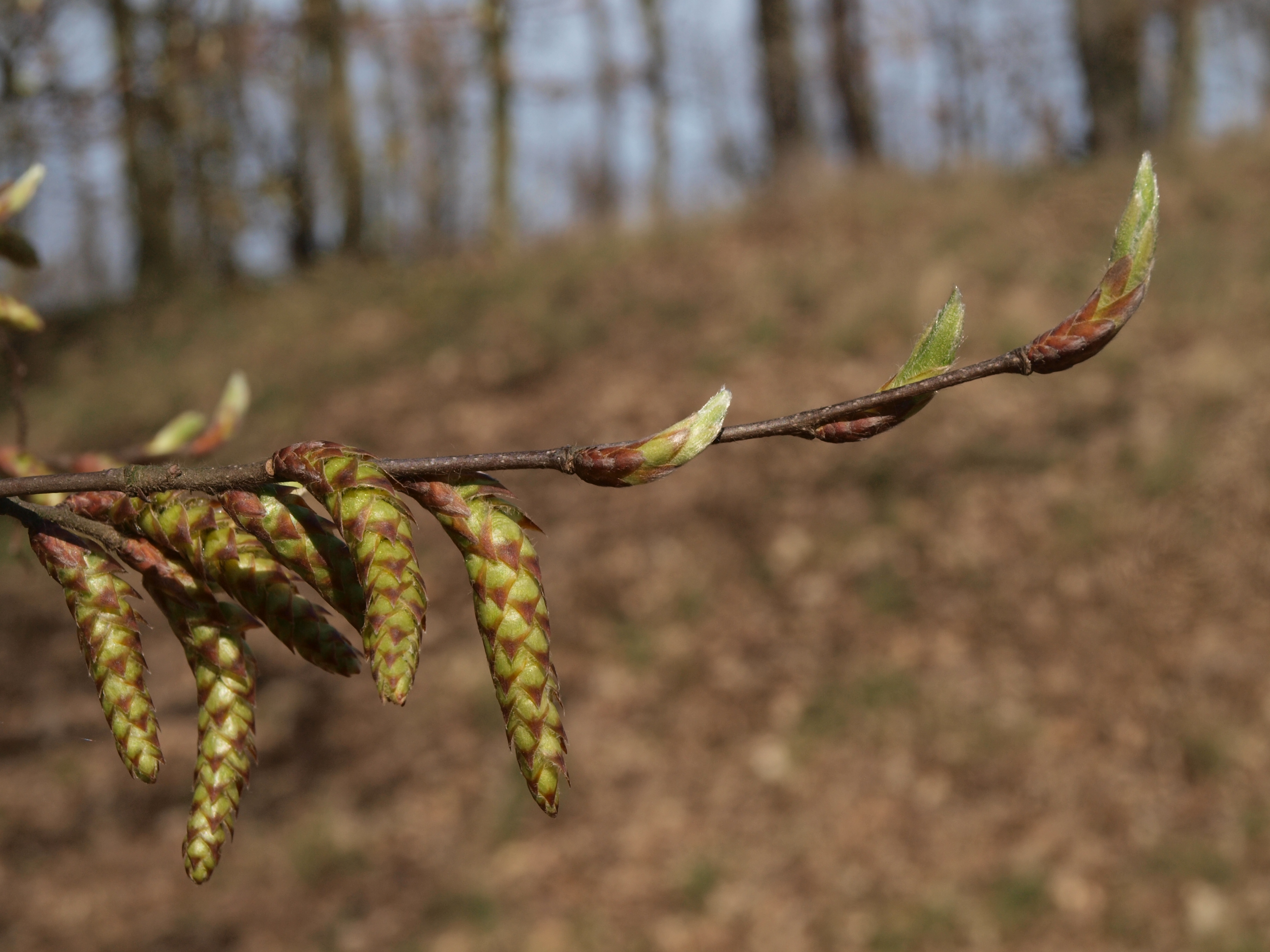
Rašení a butonizace habru obecného (Carpinus betulus)

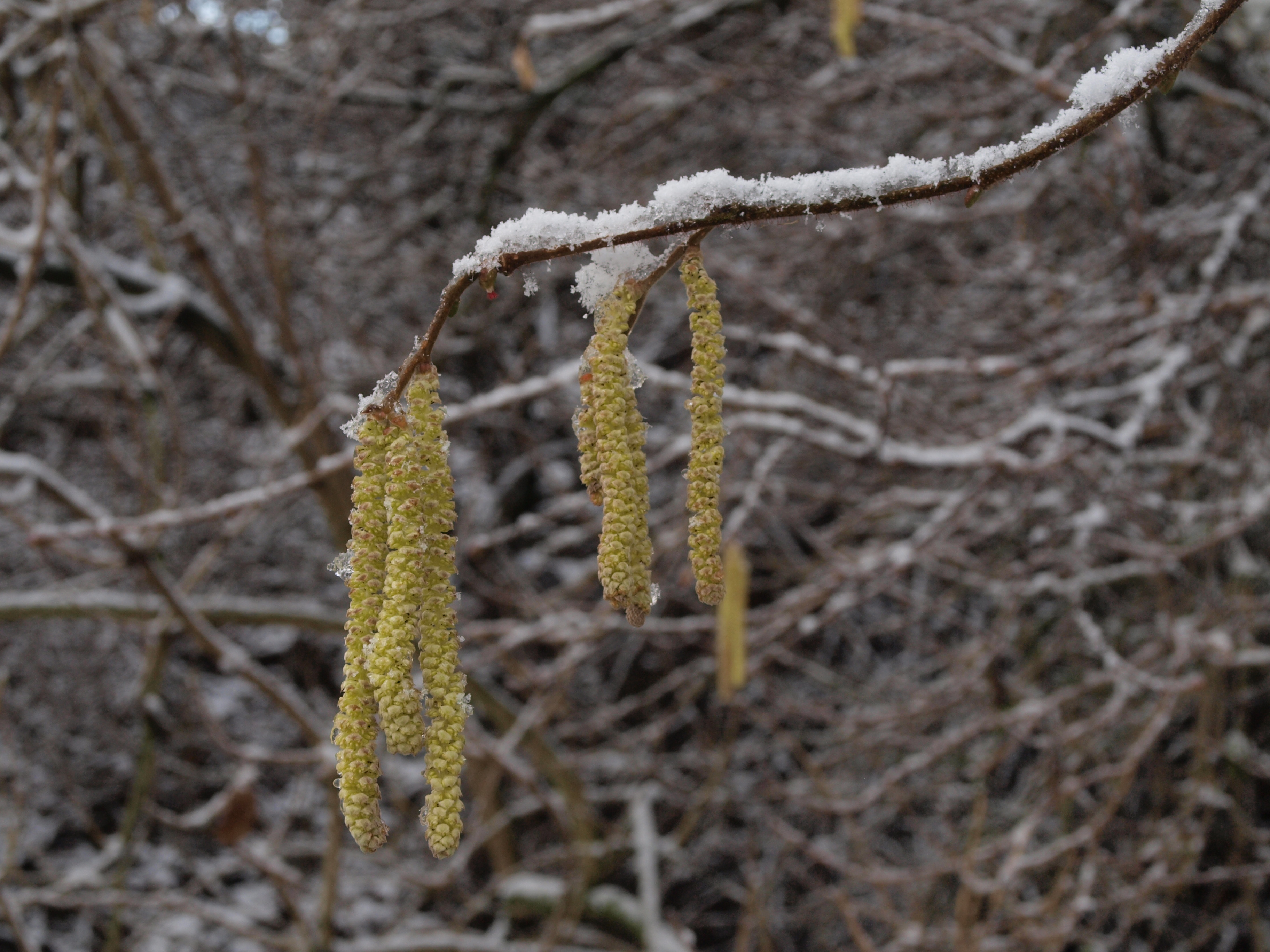
Počátek kvetení lísky obecné (Corylus avellana), což je v České republice nejdříve kvetoucí původní dřevina

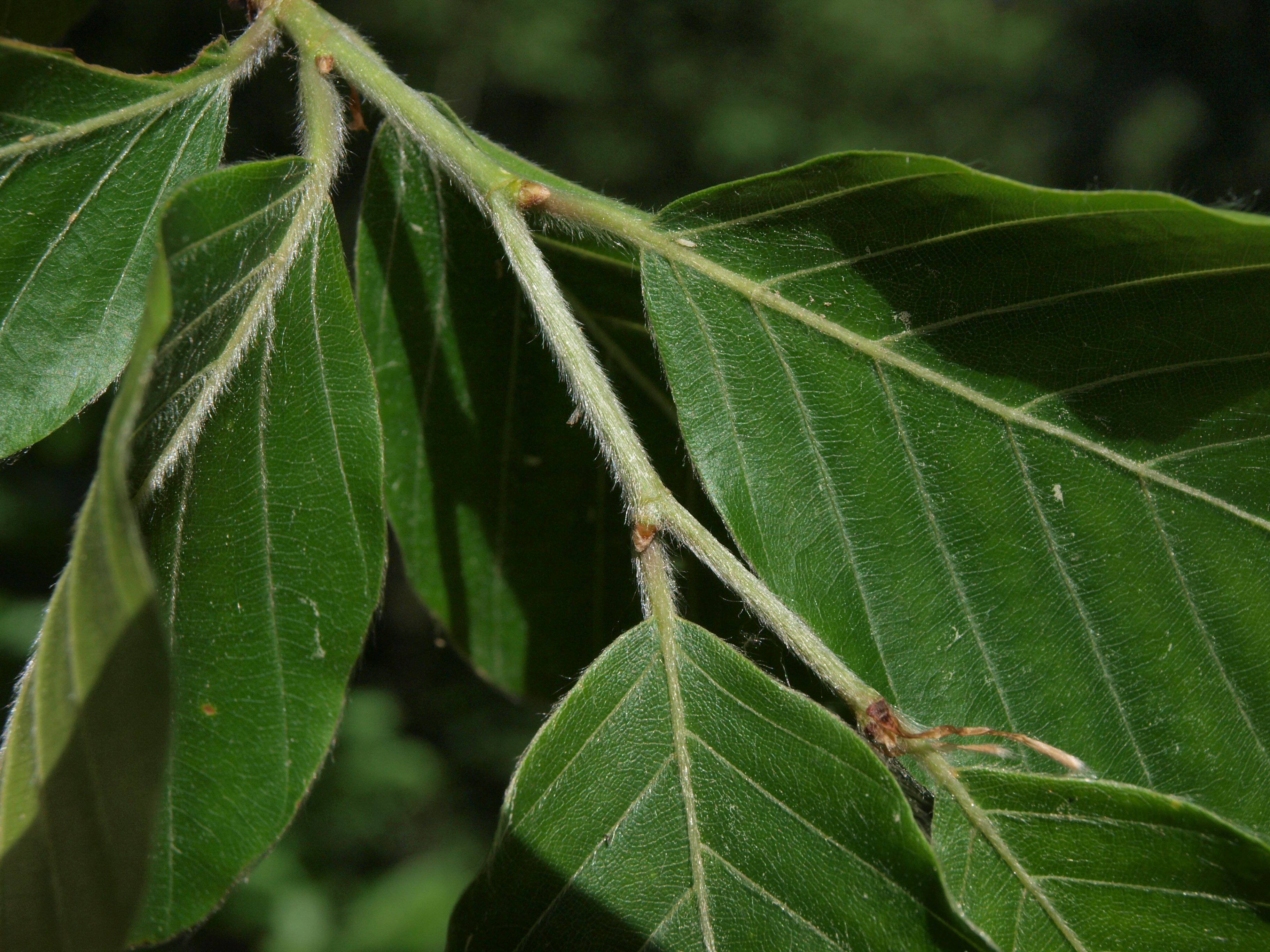
Tvorba pupenů buku lesního (Fagus sylvatica)

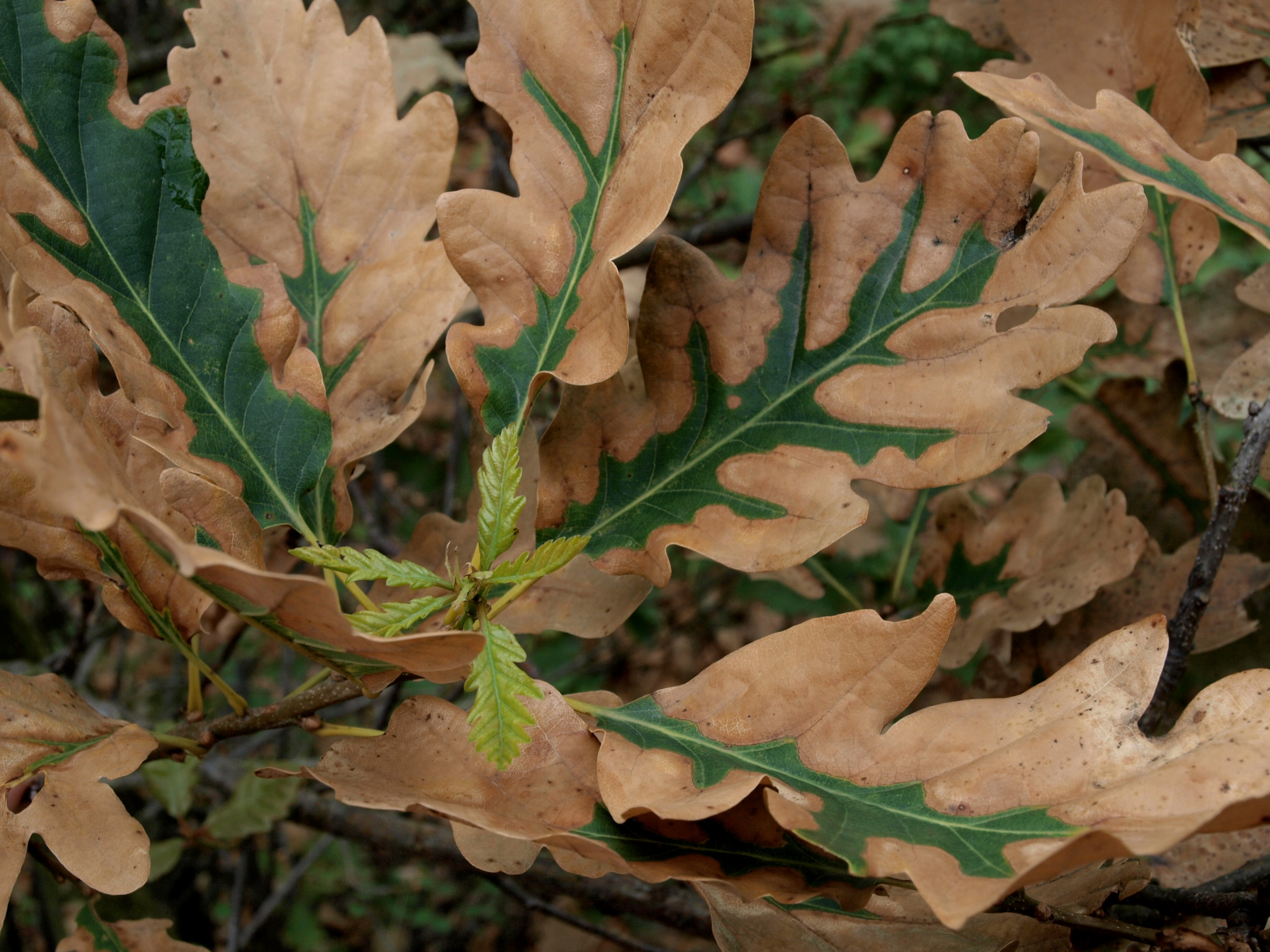
Ukázka dopadu sucha r. 2015 na vegetaci – dobře je vidět nekróza listových pletiv dubu zimního (Quercus petraea), k níž došlo vlivem sucha, a nové listy, které začaly rašit po přísunu vláhy v polovině srpna

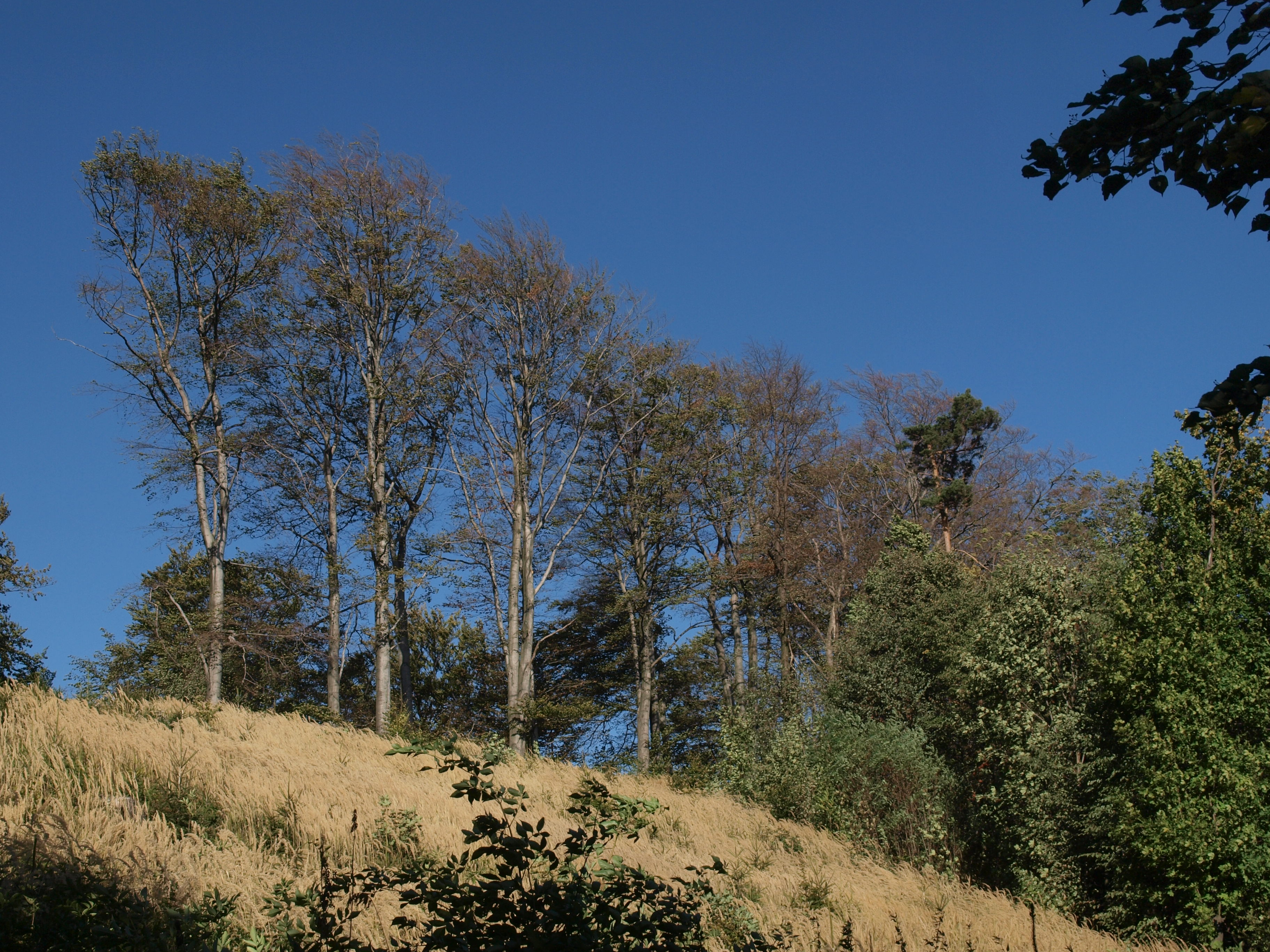
Ukázka dopadu sucha r. 2015 na vegetaci – buk lesní (Fagus sylvatica) předčasně shodil listy za zelena

Fenologická fáze (zkráceně fenofáze) je u rostlin určitý zevně dobře rozpoznatelný, zpravidla každoročně se opakující projev vývinu nadzemních orgánů (zejména pupenů, listů, květenství) sledovaných druhů rostlin. Popis fenofáze je výčet znaků, jejichž současný výskyt charakterizuje fenofázi a umožňuje ji rozpoznat jako určitý moment nebo úsek v procesu vývinu rostliny. Nástup fenofáze je časový údaj určující, kdy vývin dospěl právě do úrovně dané popisem fenofáze.

## Fenologie v českých zemích
První fenologická pozorování prováděl na českém území meteorolog A. Strnad v okolí pražské hvězdárny v letech 1775–1779. Pravidelná fenologická pozorování byla zavedena Společností vlastenecko-hospodářskou, jež vznikla v Praze z popudu císařovny Marie Terezie roku 1769. Podle tehdejší metodiky se pozoroval např. vývoj pupenu v list, počátek rozkvétání, konec květu a dozrání semene, dále byly pozorovány fenofáze živočichů, kteří se ukládají k zimnímu spánku, např. netopýra, jezevce nebo ještěrky. V roce 1923 byla v Československu zřízena jedna z prvních národních fenologických pozorovacích sítí. V době vzniku čítala 650 stanic. Na nich se pozorovaly polní plodiny, okrasné a ovocné dřeviny a volně rostoucí rostliny. V roce 1941 převzal záštitu nad fenologickými pozorováními Ústřední meteorologický ústav pro Čechy a Moravu. V současnosti nese tuto záštitu Český hydrometeorologický ústav. Od roku 1956 do roku 1990 byli kromě rostlin sledováni i živočichové (např. přílet stěhovavých ptáků, první snůška včel, první výskyt chrousta). Od poloviny 20. století v důsledku různých politických rozhodnutí počet fenologických stanic klesal a od roku 2013 je jich necelých 30. Roku 2012 skončilo pozorování polních a ovocných plodin, od roku 2013 se tedy sledují již jen volně rostoucí druhy rostlin. Jedná se především o základní dřevinné druhy, jako je např. smrk ztepilý, borovice lesní, buk lesní, dub letní, líska obecná nebo lípa srdčitá a dále o fenologicky významné druhy dřevin a bylin, jako je sněženka podsněžník, svída dřín, sasanka hajní, pryskyřník prudký, třezalka tečkovaná nebo ocún jesenní. Celkový počet rostlin vybraných k pozorování čítá 45. Vzhledem k místním přírodním podmínkám se ovšem počet druhů sledovaných na jednotlivých stanicích různí. Pozorují se u nich fáze spojené s vegetativním vývojem, jako je rašení listů, první listy, tvorba pupenů, žloutnutí a opad listů, počátek kvetení s generativním vývojem, jako je butonizace (pučení květních pupenů), počátek kvetení, počátek fruktifikace nebo zralost plodů. Celkový počet sledovaných fenofází činí 21. Fenologickou stanici jako takovou činí soubor několika ploch ve volné krajině, kde se sleduje v případě dřevin od každého přítomného předepsaného druhu několik vybraných jedinců (okolo 5), v případě bylin od každého přítomného předepsaného druhu skupina exemplářů. Pozorování probíhá tak, že dobrovolný pozorovatel projde ve vegetačním období zpravidla každý druhý den plochy fenologické stanice a zaznamená všechny pozorované fenofáze. Mimo vegetační sezónu tak činí zhruba jednou týdně.
Mimo rámec ČHMÚ se provádějí fenologická pozorování převážně jako součást nejrůznějších krátkodobých vědeckých projektů. Se soustavným dlouhodobým pozorováním se lze setkat jen ojediněle. Nejvýznamnější příspěvek na tomto poli učinil Zdeněk Bauer, který dlouhodobě pozoroval rostliny a ptáky v lužních lesích jižní Moravy a na několika dalších moravských lokalitách.
Na základě projektu ČHMÚ a Ústavu výzkumu globální změny AV ČR (ÚVGZ) se od roku 2019 může do sledování zapojit veřejnost, a to na webu fenofaze.cz. Je možné si vybrat, kterou rostlinu bude pozorovatel sledovat. Sleduje se: borovice lesní (Pinus sylvestris, L.), bříza bělokorá (Betula pendula, Roth.), buk lesní (Fagus sylvatica, L.), javor klen (Acer pseudoplatanus, L.), lípa srdčitá (Tilia cordata, Mill.), líska obecná (Corylus avellana, L.), modřín opadavý (Larix decidua, MIll.), olše lepkavá (Alnus glutinosa, L.), trnovník akát (Robinia pseudoacacia, L.), třešeň ptačí (Cerasus avium, L.), z ovocných plodin réva vinná (Vitis vinifera, L.) a z polních plodin brukev řepka (Brassica napus L.), ječmen setý – jarní (Hordeum vulgare L.), ječmen setý – ozimý (Hordeum vulgare L. convar. vulgare), kukuřice setá (Zea mays L.), lilek brambor (Solanum tuberosum L.), pšenice setá – ozimá (Triticum aestivum L.).
Pro dané druhy se pozorují např. fenologické fáze: rašení, plné olistění, počátek kvetení, konec kvetení, žloutnutí listů, opad listů, zralost plodů, počátek jarní mízy, datum sklizně, vzcházení, sloupkování, metání, kvetení, zralost.

## Fenologie v Evropě
Přístup k fenologii se liší země od země. Z historických důvodů a s ohledem na odlišné přírodní podmínky má každá země vlastní metodiku. Nejlépe je rozvinuta ve středoevropském prostoru, kde přední místo zaujímá Německo se svými cca 1200 fenologickými stanicemi, ještě hustší síť má Slovensko s 200 stanicemi a Švýcarsko se 160 stanicemi. Dlouhou tradici pozorování má rovněž Španělsko, Litva a Lotyšsko. Naopak teprve na konci 20. století se začali fenologii věnovat ve Francii, Itálii a Polsku. Systematická pozorování se prováděla ve Velké Británii a v Norsku, avšak v 2. polovině 20. století byl tento přístup zastaven. V řadě zemí se nepozoruje na pevně vytyčených stanicích, ale formou kalendáře přírody. Tento přístup je založen na velmi četných, leč nahodilých pozorováních široké veřejnosti, která zasílá data prostřednictvím počítačových nebo mobilních aplikací. Výhodou je daleko větší množství pozorování, umožňující komplexnější přehled o vývoji přírody v daném roce. Nevýhodou je, že data nepocházejí z pevně daných míst, a tedy je nelze využít k vyhodnocování trendů.
Zvýšený zájem o fenologii v souvislosti se změnou klimatu vedl k vytvoření platformy Pan European Phenology Project (PEP), která umožňuje odborným i laickým uživatelům zdarma získávat fenologická data z řady evropských zemí.
Potřeba sladit metodiky různých zemí a možnosti snadno kvantifikovat fenologická data vedla k vytvoření stupnice BBCH, který se více a více ujímá jako obecně přijímaný přístup definování jednotlivých fenologických fází.

## Význam
Živé organismy lze brát jako svého druhu klimatickou stanici. V závislosti na svém genetickém nastavení každá rostlina, každý živočich odrážejí ve svých reakcích, ve svém vývoji změny, které probíhají v jejich vnějším prostředí. Fenologická data tak lze použít jako jedno z hodnoticích měřítek změn klimatu. Lze je využít při hodnocení vlhkosti půdy, evapotranspirace a vláhové bilance polních kultur i lesních porostů včetně hodnocení intenzity sucha a dopadů sucha na polní kultury i lesní ekosystémy. Slouží k monitoringu vlivu extrémních meteorologických podmínek na vegetaci (např. sucho, pozdní mrazy, vysoké teploty), k vyhodnocování družicových pozorování (DPZ), jejich kalibraci a jejich správné interpretaci, k tvorbě biometeorologických modelů (např. vývoj a kvalita obilovin nebo varování před požáry). Také se využívají v oblasti alergologie při předpovídání kvetení alergenních druhů rostlin.